# Tatewaki Sadayo
Tatewaki Sadayo (japanisch 帯刀 貞代; geboren 7. Juni 1904 in Kakeya (Präfektur Shimane); gestorben 31. März 1990) war eine japanische Aktivistin und Autorin in der Arbeiterbewegung und Forscherin der modernen Frauengeschichte.

## Leben und Wirken
Tatewaki Sadayo wurde als Tochter eines Kleingrundbesitzers geboren. 1920 machte sie ihren Schulabschluss an der „Matsue City Girls' High School“ (松江市高等家政女学校, Matsue-shi kōtō kasei jogakkō) im Fach Hauswirtschaft. Nach drei Jahren als Hilfslehrerin zog sie nach Tokio, wo sie sich weiterbildete, während sie in einem Café arbeitete und Natto verkaufte. Sie lernte Mitglieder der Shinjinkai (新人会) kennen, heiratete den in der Arbeiterbewegung tätigen Orimoto Akira (織本 侃; 1900–1954) und schloss sich der sozialen Bewegung an.
In Zusammenarbeit mit Iwauchi Tomie (1898–1986) beteiligte sich Tatewaki im Oktober 1927 an der Gründung der linksorientierten „All Japan Women's League“ (全国婦人同盟, Zen Nihon fujin dōmei) und wurde deren Generalsekretärin. Im August 1929 eröffnete sie zur Weiterbildung für Spinnerinnen in Kameido (亀戸) in Tokio die Privatschule „Rōdō mejuku“ (労働女塾). 1931 trat sie der Kommunistischen Jugendliga bei und wurde 1932 während ihrer Untergrundaktivitäten verhaftet. Nachdem sie 1934 aus dem Gefängnis entlassen worden war, begann sie mit der Erforschung der Frauengeschichte. 1934 ließ sie sich von Orimoto scheiden. 1944 wurde sie erneut verhaftet.
Nach dem Zweiten Weltkrieg beschäftigte Tatewaki sich mit dem Schreiben über Frauenthemen und Frauengeschichte, unter anderem für das Magazin „Fujin kōron“ (婦人公論). Ihr erstes Buch erschien 1948 mit dem Titel „Kore kara fujin“ (これからの婦人) – „Frauen ab jetzt“. Sie war seit der Gründung im Jahr 1962 ein repräsentatives Mitglied der „New Japan Women's Association“ (新日本婦人, Shin Nihon fujin).
Repräsentative Bücher sind „Nihon rōdō fujin mondai“ (日本労働婦人問題) – „Probleme der arbeitenden Frauen in Japan“ und „Nihon no Fujin“ (日本の婦人) – „Frauen in Japan“.